# اکینری ناکایاما
اکینری ناکایاما ورزشکار مرد رشتهٔ ژیمناستیک اهل کشور ژاپن است. وی در بین سال‌های ‎۱۹۶۸ تا ۱۹۷۲ میلادی در مسابقات بازی‌های المپیک تابستانی در مجموع ۱۰ مدال، شامل ۶ مدال طلا و ۲ نقره و ۲ برنز را کسب کرد.